# Меррік Гарланд
Меррік Браян Ґарланд (англ. Merrick Brian Garland; нар. 13 листопада 1952) — американський правник, суддя Апеляційного суду в окрузі Колумбія (з 1997). З 11 березня 2021 — Генеральний прокурор США

## Життєпис
Народився в Чикаго. Його предки походили з Смуги осілості, на початку 20 століття емігрували від антисемітських погромів до США. Виховувався в традиціях консервативного юдаїзму. Ґарланд відвідував середню школу Найлс Вест у місті Скокі, (штат Іллінойс), де як один з найкращих учнів був президентом студентської ради; був також стипендіатом президентської програми та програми Merit Scholarship Qualifying.
Закінчив Гарвардський коледж (1974) та Гарвардську школу права (1977).
Ґарланд працював помічником судді Генрі Дж. Френдлі Апеляційного суду другого округу (1977—1978), а потім судді Бреннана Верховного суду (1978—1979).
З 1979 до 1981 року — спеціальний помічник генерального прокурора.
Потім він приєднався до юридичної фірми Arnold & Porter, де був партнером з 1985 до 1989 та з 1992 до 1993 року.
З 1989 по 1992 рік — помічник прокурора США в окрузі Колумбія, а з 1993 по 1994 рік — заступник помічника генерального прокурора у кримінальному відділі Міністерства юстиції.
З 1994 року працював головним помічником заступника генерального прокурора.
Був головним суддею Апеляційного суду в окрузі Колумбія з 2013 до 2020 року.
Очолював Виконавчий комітет Судової конференції США з 2017 до 2020 року.

## Нагороди
- Орден князя Ярослава Мудрого II ст. (Україна, 4 вересня 2023) — за вагомий особистий внесок у зміцнення міждержавного співробітництва, підтримку державного суверенітету та територіальної цілісності України, популяризацію Української держави у світі[7]